# Microctenopoma stevenorrisi
Мікроктенопома Норріса (Microctenopoma stevenorrisi) — тропічний прісноводний вид лабіринтових риб з родини анабасових (Anabantidae).
Ще 1967 року Макс Полл (англ. Max Poll) зазначав, що в південних притоках Конго на території Анголи зустрічаються дві особливі форми Ctenopoma nanum. Вивчення свіжого матеріалу, нещодавно зібраного в Анголі, та матеріалу, з яким працював Макс Полл, підтвердило існування двох нових видів з роду Microctenopoma, які були описані як M. steveboyesi та M. stevenorrisi.
Microctenopoma stevenorrisi отримала назву на честь Стіва Норріса (англ. Steve Norris), відомого дослідника африканських анабантид. С. Норріс 1995 року створив рід Microctenopoma. Він також свого часу досліджував зразки M. stevenorrisi й визнав, що вони належать новому виду, але не зробив наукового опису.
Мікроктенопома Норріса зустрічається у витоках річок Кванго та Квілу-Касаї, басейн Конго.
Нові види (M. steveboyesi та M. stevenorrisi) належать до так званого саванового кластеру комплексу Microctenopoma nanum. Обидва відрізняються від широко розповсюдженого південноафриканського виду M. intermedium за формою та забарвленням, а також за середніми значеннями меристичних показників, за кількістю хребців та твердих променів у спинному плавці.